# Đông Quý
Đông Quý là một xã cũ thuộc huyện Tiền Hải, tỉnh Thái Bình, Việt Nam.

## Địa lý
Xã Đông Quý có diện tích 5,28 km², dân số năm 2022 là 5.403 người, mật độ dân số đạt 1.023 người/km².

## Lịch sử
Ngày 28 tháng 9 năm 2024, Ủy ban Thường vụ Quốc hội ban hành Nghị quyết số 1201/NQ-UBTVQH15 về việc sắp xếp đơn vị hành chính cấp xã của tỉnh Thái Bình giai đoạn 2023 – 2025 (nghị quyết có hiệu lực từ ngày 1 tháng 11 năm 2024). Theo đó, thành lập xã Đông Quang trên cơ sở toàn bộ 5,28 km² diện tích tự nhiên và quy mô dân số là 5.403 người của xã Đông Quý.